# Scharnier

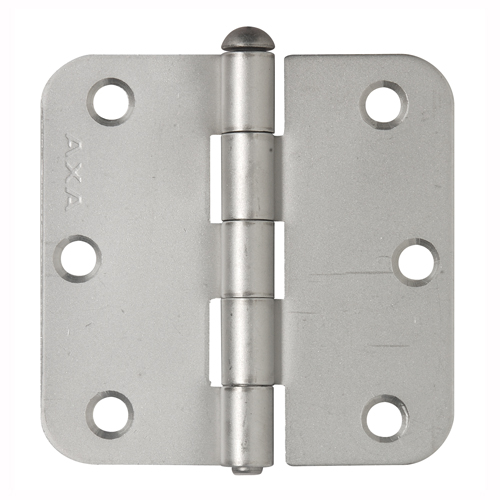
standaard scharnier met losse pen

Een scharnier (Frans char-nière) of hengsel is een metalen onderdeel waaraan een deur, raam of luik draait. Het bestaat uit twee ijzeren of koperen bladen, beide aan het einde zo gevormd (knoop) dat ze in elkaar passen. Meestal heeft het ene blad drie en het andere blad twee knopen. Deze scharnierbladen worden met een pen of stift in elkaars verlengde gebracht en vormen samen het draaipunt.
Scharnieren zijn over één as draaibaar, bij sommige raamscharnieren kan de as waarover het scharnier draait, gekozen worden (bij draai/kantelramen). Bommerscharnieren en keukenkastscharnieren zijn een uitzondering, omdat ze twee assen hebben.

## Soorten scharnieren
Standaard scharnierDit bestaat uit twee gelijke platen die in elkaar grijpen en met een pen bij elkaar worden gehouden.
Lint- of klepscharnierEen standaard scharnier, maar breder dan normaal. Ook wel bekend onder de Engelse naam backflap.
StaartgehengEen nog bredere variant die taps toeloopt.
KruisgehengEen scharnier met één standaardplaat en aan de andere zijde een lage brede strip van 10 tot 60 cm.
Veiligheids- of inbraakwerend scharnierEen scharnier voorzien van een dievenklauw.
Kogel- of kogellagerscharnierEen scharnier waarbij de aangrijppunten van de twee platen op kogellagers rusten.
BlokscharnierEen scharnier voor opdekdeuren zonder platen maar met twee blokken die in elkaar grijpen.
KantelaafscharnierEen scharnier met lange platen zodat de as verder buiten het vlak ligt. De deur kan dan helemaal open zonder tegen de deklatten aan te komen. Ook in paumelle uitvoering.
PaumelleEen scharnier met twee ongelijke platen: aan één plaat zit een stift en in de andere zit een gat. De stift zit voor ongeveer een derde deel van de scharnierhoogte aan de plaat vast. Bij alle paumelles kan de deur (in open stand) uit de sponning worden getild.
HamburgerpaumelleEen zwaardere variant van de standaard paumelle, waarbij de stift over de halve scharnierhoogte aan de plaat vastzit.
Kogelstift- of kogeltoppaumelleEen nog zwaardere variant waarbij boven op de stift een kogel zit.
AanlaspaumelleEen paumelle zonder schroefplaten om op een stalen deur en kozijn te lassen.
InboorpaumelleEen paumelle met aan één of beide kanten een schroefdraad, die zonder losse schroeven in een gat in de deur en/of deurpost kan worden geschroefd (De paumelle op de foto heeft bovenaan schroefdraad en onderaan een plaat.)
DuimgehengBestaat uit twee losse delen: een 'plaatduimgeheng' en een 'duim'. De plaatduimgeheng of geheng is een lange strip van 30 tot 100 cm die aan het begin is opgerold, zodat hij over de duim kan worden geschoven. De duim is de stift. Deze is er in drie varianten: de plaatduim is een stift met een achterplaat die wordt vastgeschroefd. De klauwduim is een stift met lange klauwen die worden ingemetseld. De moerduim is een klauwduim met een lange schroefdraad achter de plaat om dwars door een muur of balk met een moer te worden vastgezet.
PianoscharnierEen lang, smal scharnier van soms vele meters lang.
KeukenkastscharnierEen opbouw- of inboorscharnier waarbij het deurtje bij het openen een beetje naar voren komt.
GlasdeurscharnierEen scharnier met aan één zijde dubbele platen waar een glazen deur tussen past.
BommerveerscharnierDit is een scharnier dat naar twee zijden kan klappen en door de ingebouwde veren weer naar het midden klapt.
DeurveerscharnierEen verend scharnier dat naar twee kanten kan draaien. Het ziet eruit als een U-vormige beugel met een bus eraan die in de deurpost wordt geboord. De deur wordt in de U-vormige ruimte gemonteerd. Ook bekend onder de merknaam Hawgood.
RaamspeunEen scharnier voor tuimelramen. Bij dit type scharnier draait het raam om zijn eigen midden.
Draai/kiepbeslagDit is een combinatie van scharnieren, sluitingen en raamscharen voor draai/kiepramen of draai/kantelramen.
BolscharnierEen scharnier (kogelgewricht) dat geen verplaatsingen toelaat maar wel rotaties in drie dimensies.
FilmscharnierEen geïntegreerde, smalle, dunne, flexibele verbinding tussen twee starre kunststof delen, waardoor een scharnierlijn ontstaat.

Het scharnier behoort tot het hang-en-sluitwerk. Scharnieren voor buitendeuren dienen in Nederland sinds enkele jaren te zijn voorzien van een veiligheidskeurmerk.

### Draairichting

Draairichting 1 (binnendraaiend) of 3 (buitendraaiend).

De draairichting van een deur is vaak een discussiepunt. Wat bij de een links is, noemt de ander rechts. De Europese normen (EN 12519:2004) spreken dan ook niet van links of rechts, maar van draairichting 1 en 2 voor naar binnendraaiende deuren, en 3 of 4 voor buitendraaiend. Voor scharnieren is alleen draairichting 1 en 2 van belang, want hiervoor komt 1 overeen met 3, en 2 met 4. Bij een slot zijn in bepaalde gevallen wel alle vier de varianten mogelijk.
De hiernaast afgebeelde tekening laat een deur met draairichting 1 of 3 zien: wanneer je de deur naar je toe opent zitten de scharnieren links. Volgens de Nederlandse NEN-norm (NEN 270:1969) wordt deze draairichting "rechts" genoemd, maar volgens de Duitse DIN-norm "links".
Bij witgoed is (gezien vanaf de voorkant van het apparaat) de zijde waar de scharnieren zitten de draairichting.

## Bronnen

Diverse scharnieren
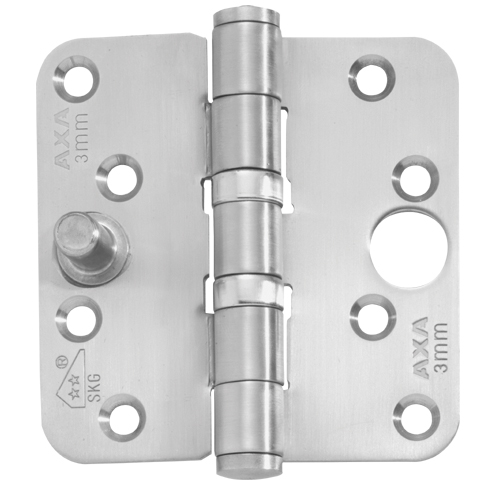
Kogelscharnier met dievenklauw
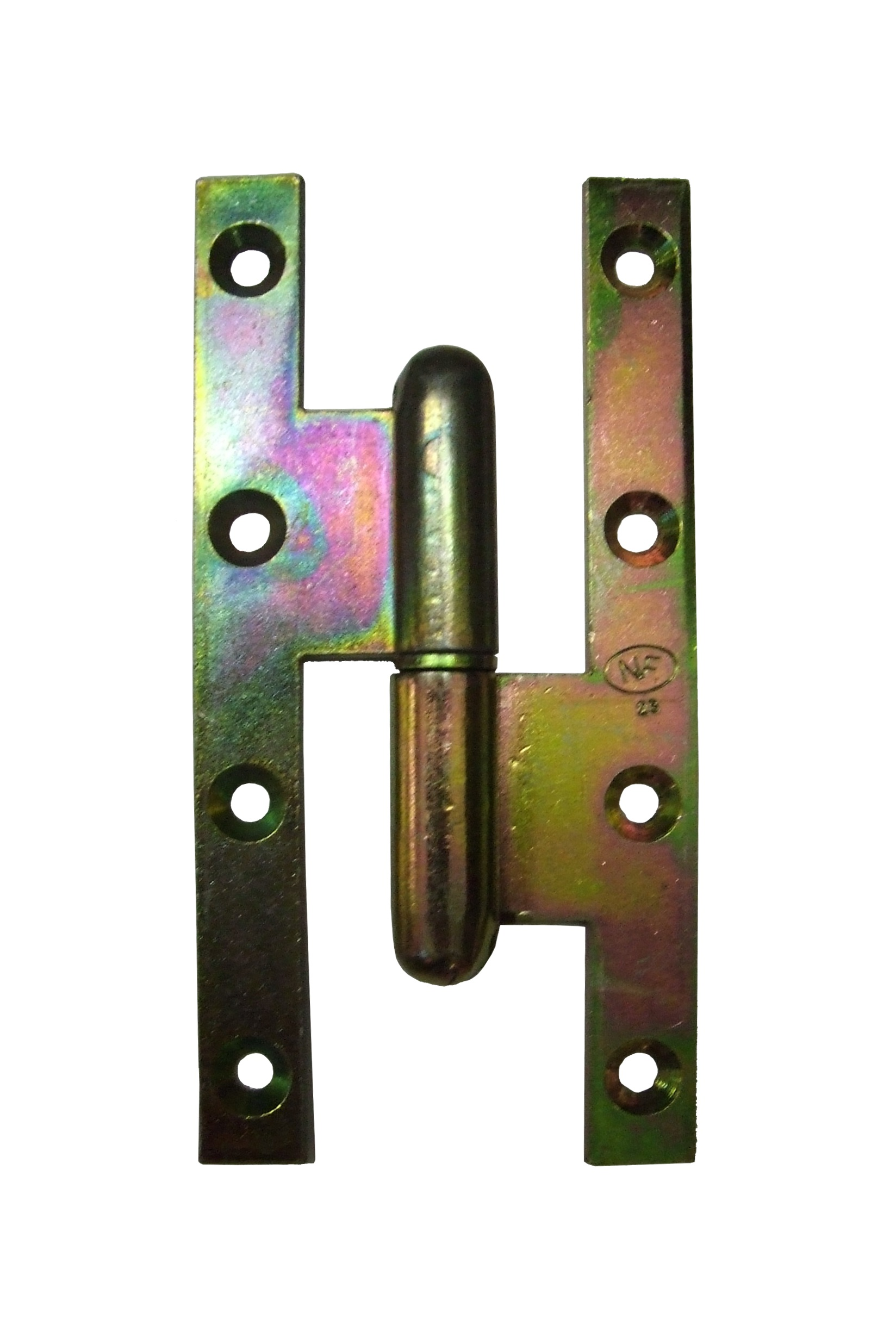
Paumelle
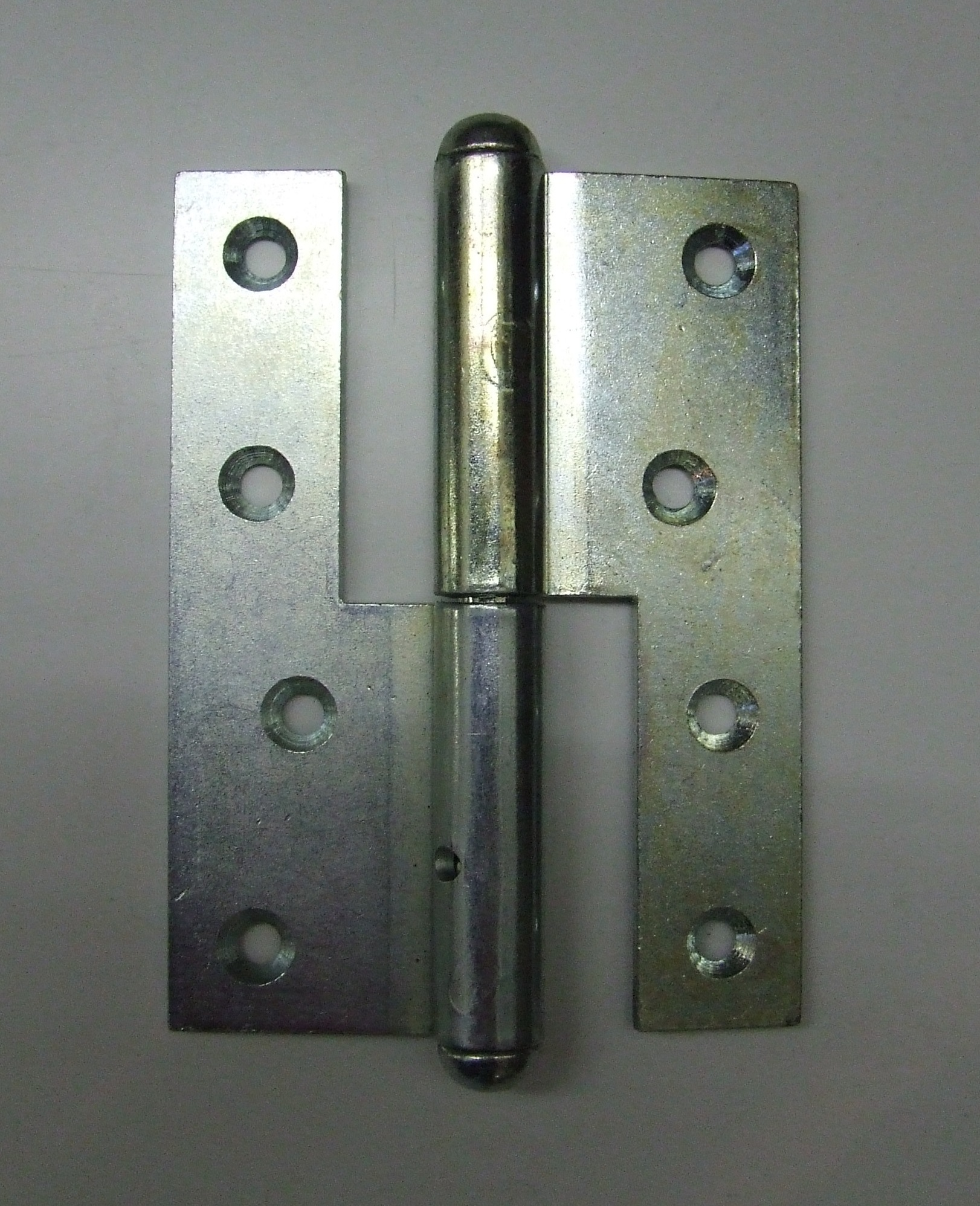
Hamburgerpaumelle
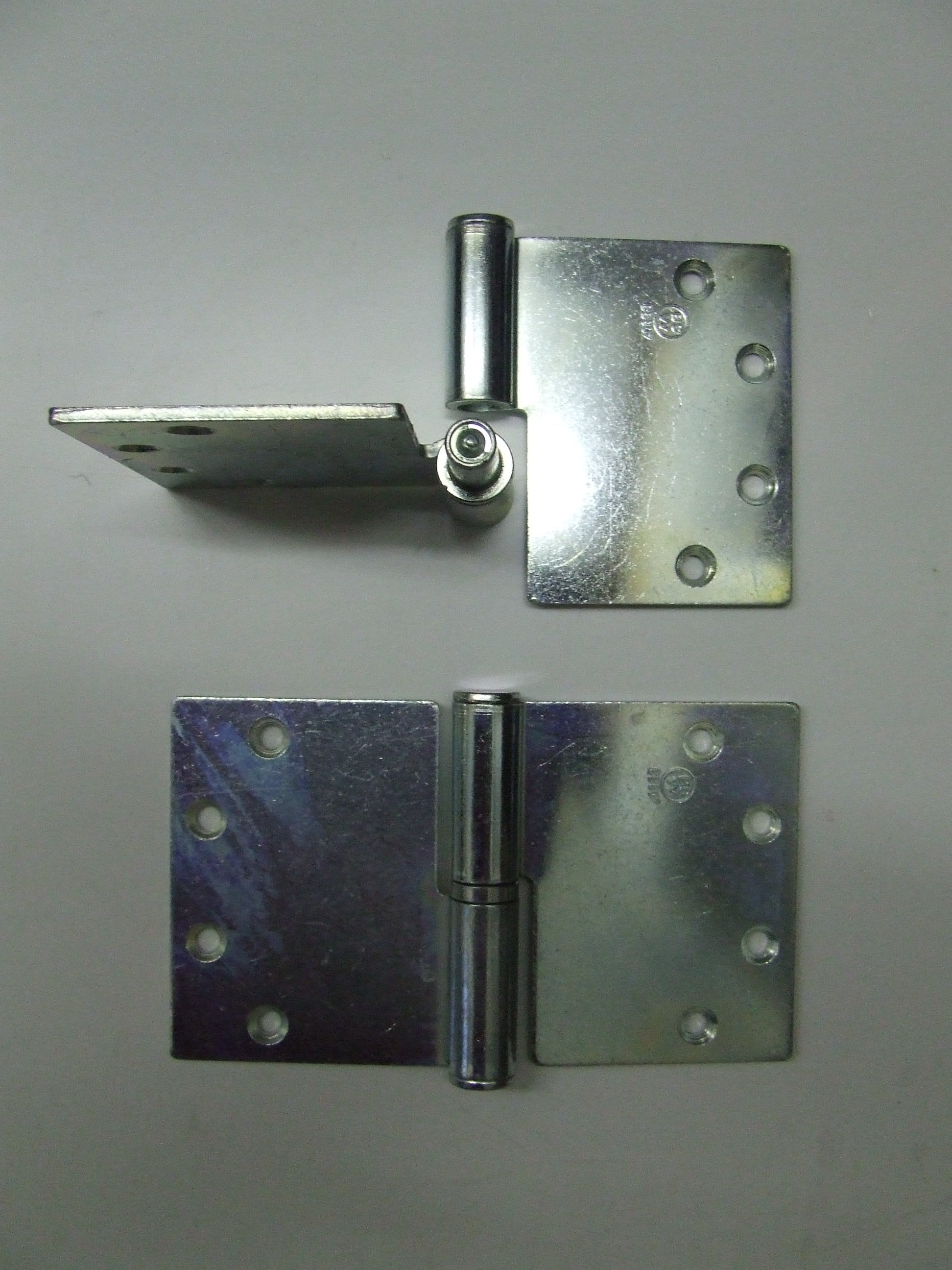
Kogelstiftpaumelles
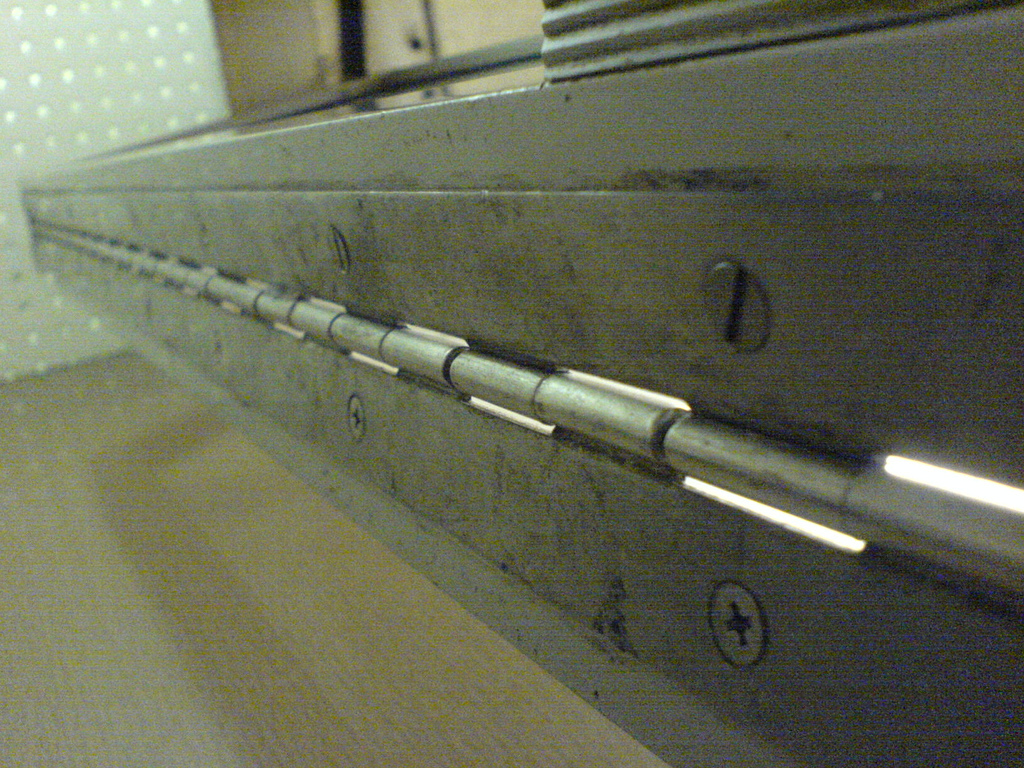
Pianoscharnier
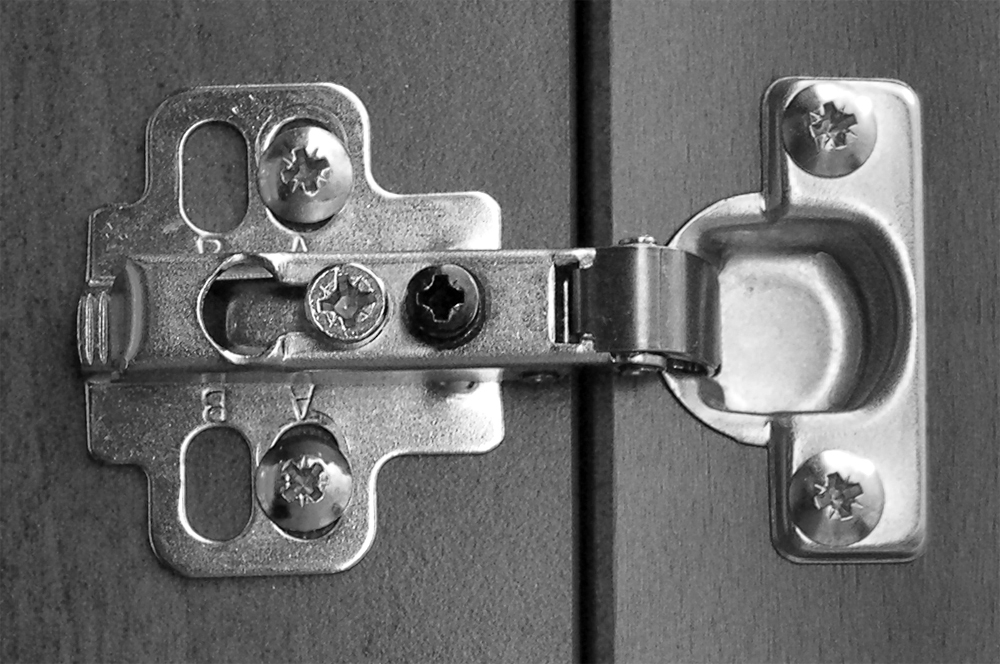
Inboor-keukenkastscharnier
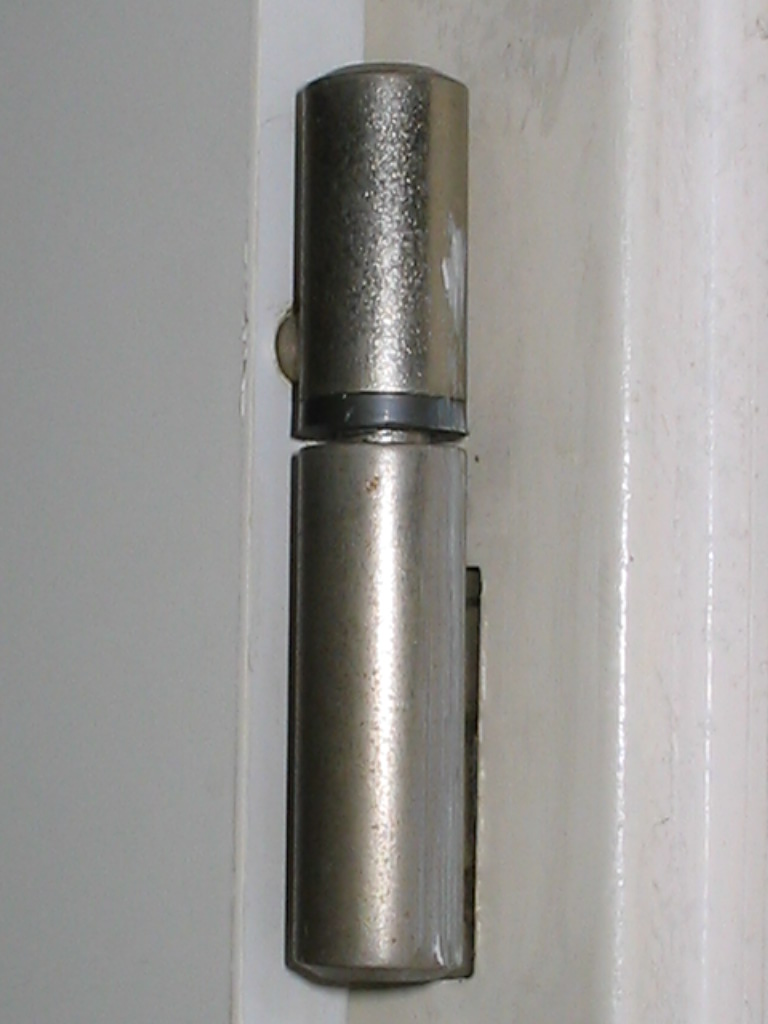
Inboorpaumelle
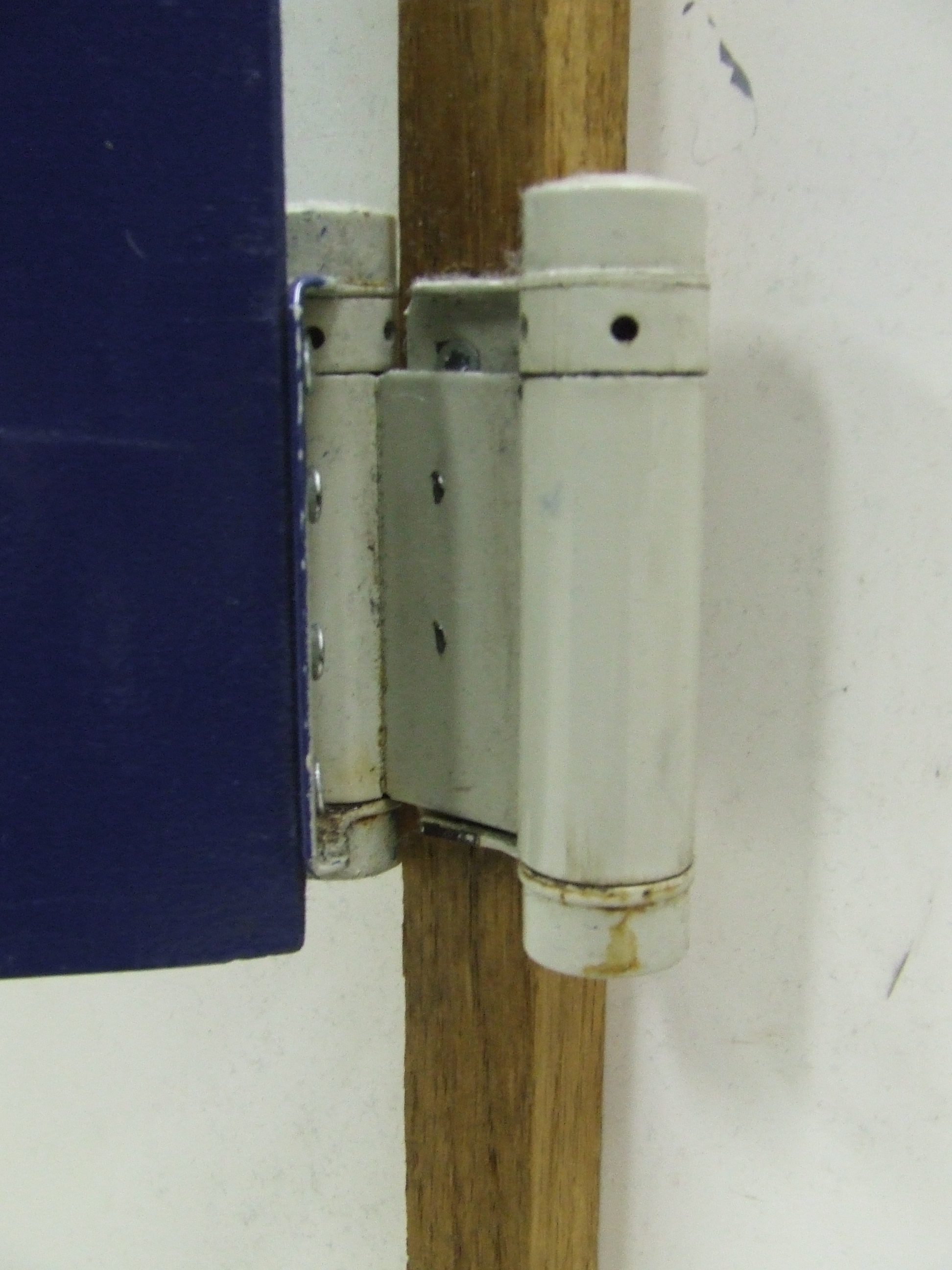
Bommerveerscharnier
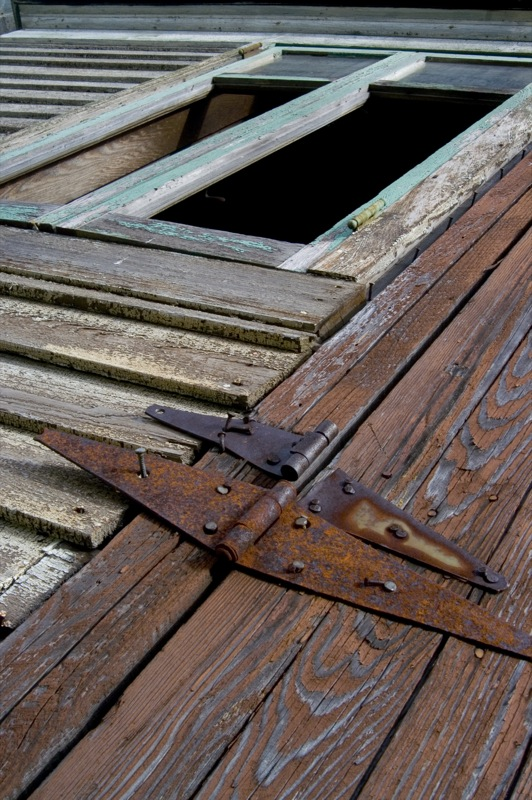
Staartgeheng
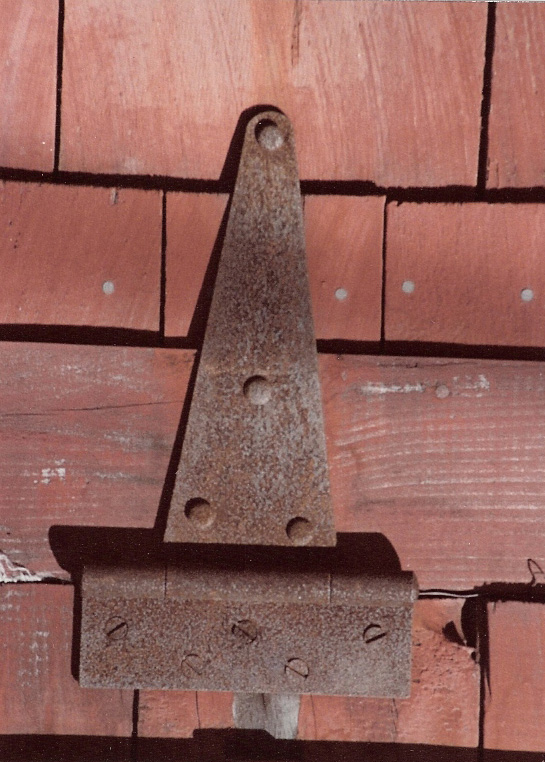
Kruisgeheng
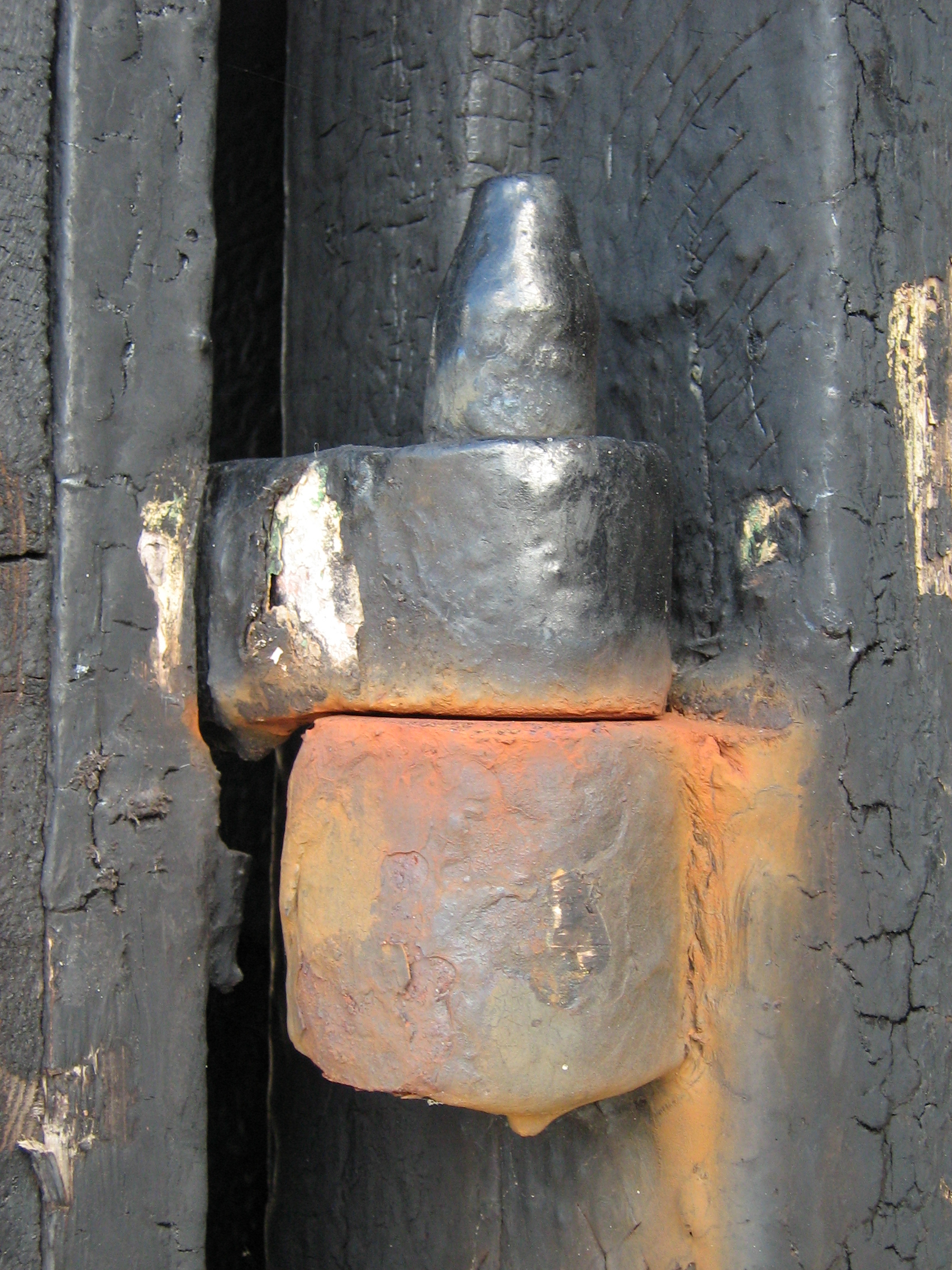
Duimgeheng
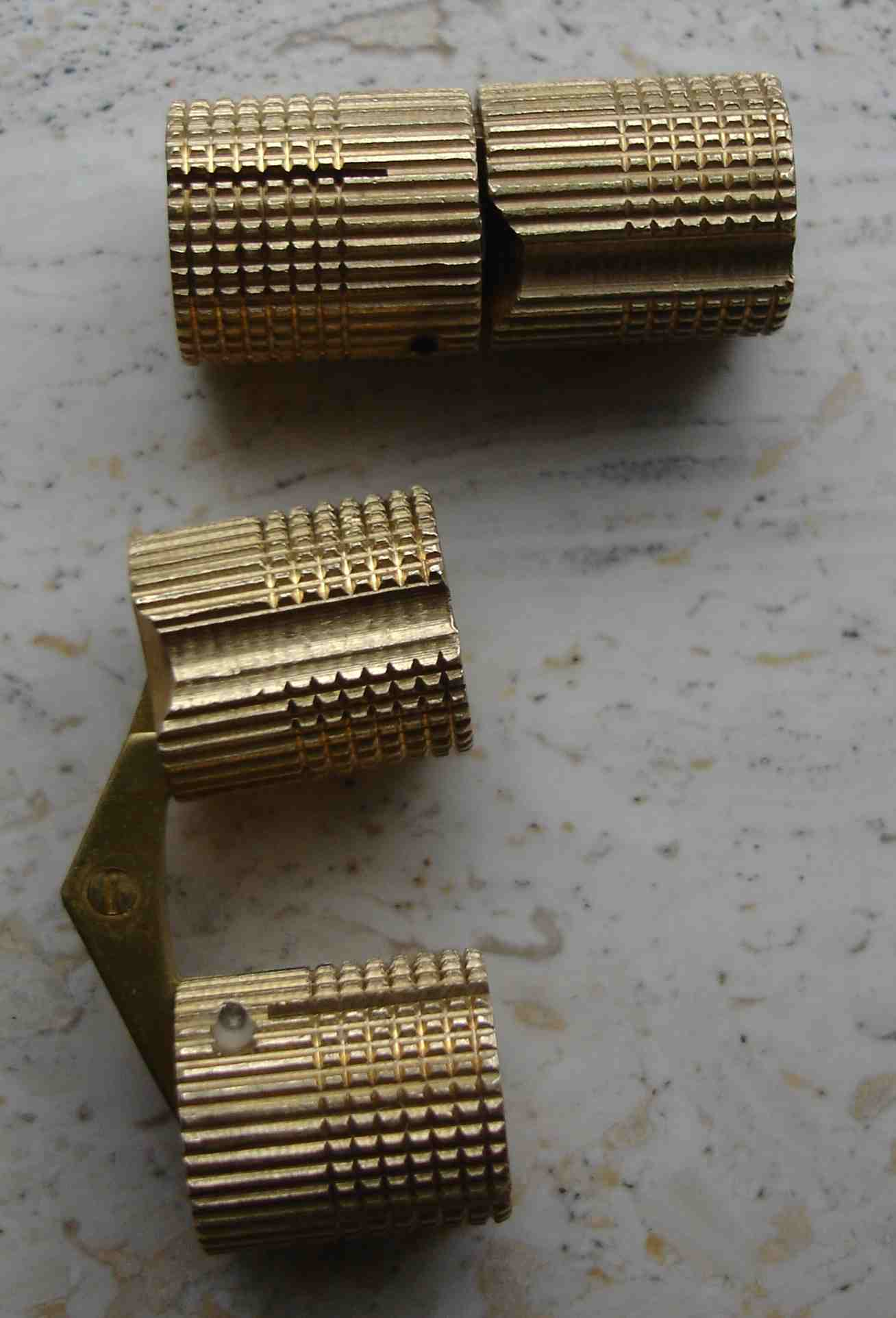
Blind inboorscharnier
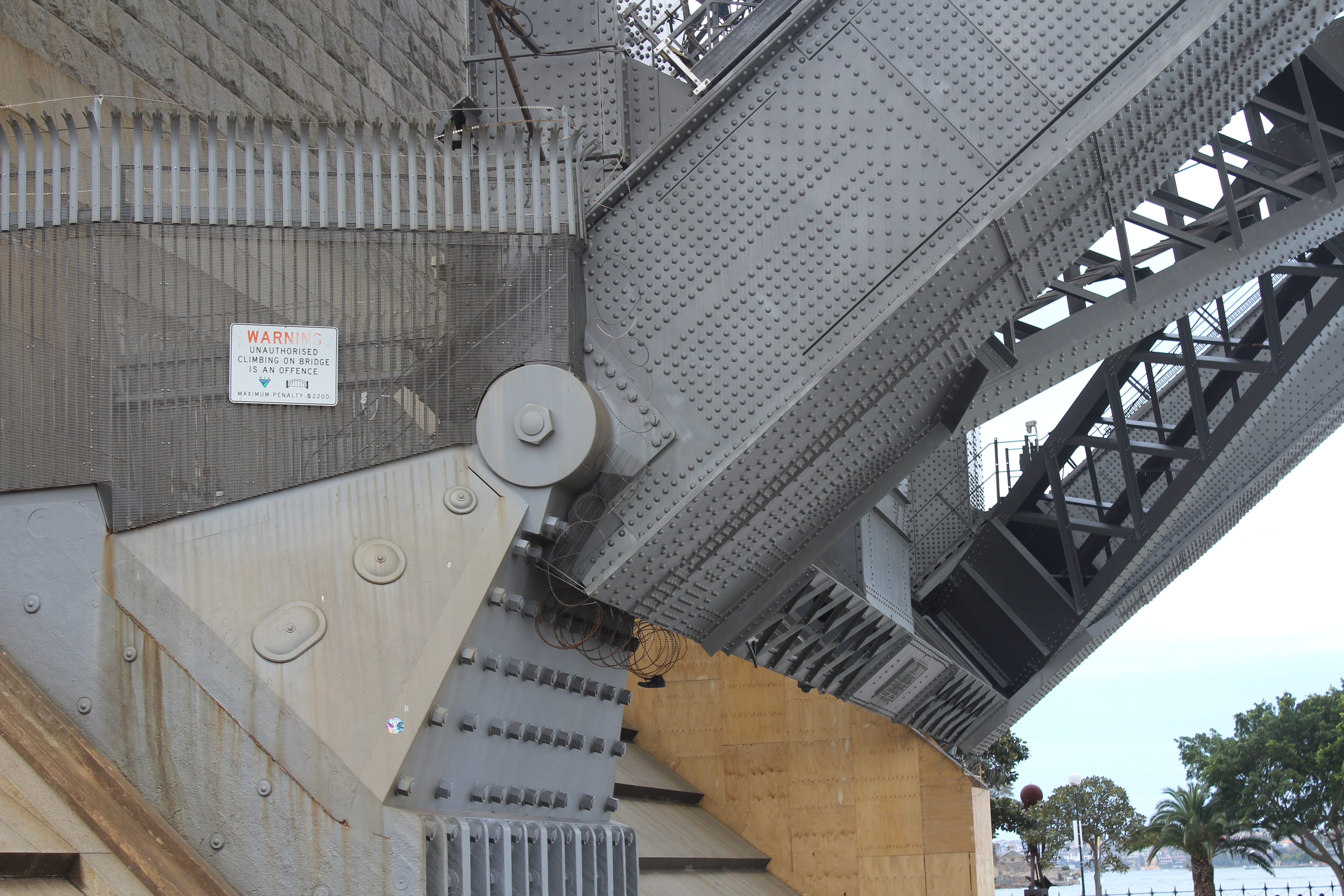
Brugschanier (Sydneyhawe brug - compensatie voor uitzetting en krimp)